# Karstsø
En karstsø er en sø, der ligger i en fordybning af kalkgrunden. 
Nors Sø og Vandet Sø i Thy er eksempler på karstsøer. De er opstået dels ved sprækkedannelser, dels ved jordfaldshuller i de underliggende kalkformationer. Jordfaldshullerne er fremkommet som følge af vandets opløsende virkning på kalken.